# Morlhon-le-Haut

Morlhon-le-Haut este o comună în departamentul Aveyron din sudul Franței. În 1 ianuarie 2022 avea o populație de 555 de locuitori.